# Kickboxer
Kickboxer és una pel·lícula estatunidenca dirigida per Mark DiSalle i David Worth, estrenada l'any 1989. Posa en escena Jean-Claude Van Damme en el paper principal. Ha estat doblada al català.

## Argument
Eric Sloane, campió del món del kick-boxing al seu país, viatja amb el seu germà Kurt en Tailàndia, país del qual és originari el noble art, per enfrontar-se al seu campió: Tong Po. Malgrat els advertiments del seu germà, Eric decideix enfrontar-se al seu adversari. Però tot va malament, Eric és colpejat salvatgement i deixat per mort a la carretera. Amb l'ajuda de Winston Taylor, un compatriota americà, Kurt porta Eric a l'hospital amb l'esperança de curar-lo però el metge li anuncia que Eric té la medul·la espinal seccionada i que quedarà definitivament paraplègic.
Entristit i còlèric, Kurt desitja venjar-se enfrontant-se a Tong Po. Per fer-ho, Winston li aconsella aprendre el muay-thaï amb Xian Chow, un antic mestre que viu com un ermità lluny de tot.
Durant el seu entrenament, Kurt sabrà que Tong Po és un perillós criminal que domina tot el poble del qual és procedent Mylee, la jove neboda de Xian de la qual Kurt enamora, i fa pagar tothom a canvi de la seva protecció. Per la seva banda, Eric surt de l'hospital en cadira de rodes i s'instal·la a casa de Xian.
Pel combat entre Kurt i Tong Po, els mafiosos locals aposten per aquest últim i treuen Eric per forçar Kurt a perdre.

## Repartiment
- Jean-Claude Van Damme: Kurt Sloane
- Michel Qissi: Tong Po
- Dennis Alexio: Eric Sloane
- Dennis Chan: Xian Chow
- Haskell Anderson: Winston Taylor
- Rochelle Ashana: Mylee
- Steve Lee: Freddy Li
- Richard Foo: Tao Liu

## Producció
Michel Qissi en principi havia considerat coreografiar ell mateix els combats, i va anar realment a Tailàndia per aprendre el Muay thaï. Va suggerir contractar reals combatents com a figurants.
Jean-Claude Van Damme i Michel Qissi són en realitat amics des de la infantesa, i és la seva segona col·laboració al cinema després de Bloodsport.

### Rodatge
El rodatge ha tingut lloc a Tailàndia, sobretot a Bangkok i Ayutthaya. Ha durat 56 dies.

### Música
La música del film va ser composta per Paul Hertzog. Ja havia estat treballant en Bloodsport,  estrenada un any abans.
Llista títols
1. Stan Bush - Never Surrender (4:37)
2. Terry Wood - How Do You Keep Me Comin' Back (3:31)
3. Bonic Williams - Feeling So Good Today (4:10)
4. Lucinda Ramseur - I Won't Stay (4:40)
5. Michael Logan - Roll With The Punches (3:35)
6. Stan Bush - Streets Of Siam (3:35)
7. Stan Bush - Fight For Love (3:21)
8. Jamboxx - Chack's Stew (3:23)
9. Paul Hertzog - The Eagle Lands (4:35)
10. Craig Copeland - Love Is The Way (5:21)